# Docksta
Docksta är en tätort i Kramfors kommun, Västernorrlands län, och kyrkbyn i Vibyggerå socken.
Docksta är beläget i Höga Kusten strax söder om Skuleberget, cirka 40 kilometer söder om Örnsköldsvik längs E4. Vid södra infarten till orten ligger Vibyggerå gamla kyrka och Vibyggerå nya kyrka i norra änden av orten bredvid Gällstasjön.

## Näringsliv
Bland företagen i Docksta märks Dockstavarvet, som grundades 1905 och tillverkar Stridsbåt 90H. Skofabriken Docksta Sko tillverkar slippers. Vid Dockstafjärdens norra strand syns fortfarande lämningar av sågverket Docksta träindustri som under andra halvan av 1900-talet var ett av ortens större företag. 
Ett välkänt matställe för lastbilschaufförer och andra långväga resenärer är Dockstabaren, som omnämns i Ted Ströms låt Vintersaga som "Tradarfik i Docksta, i motorvägens skugga...".
Sista lördagen i Juli varje år hålls Dockstadagen, som är ortens årliga marknad. 
Bussföretaget Westin Buss är grundat 1924 i Docksta, med internationella turer.
Från 1984 har Skulefestivalen hållits en helg i juli månad på utescenen Naturscen Skuleberget, vid norra infarten till Docksta. På senare år (senast 2023) har festivalen ersatts av enskilda arrangemang med några veckors mellanrum under sommaren.

## Sport och fritid

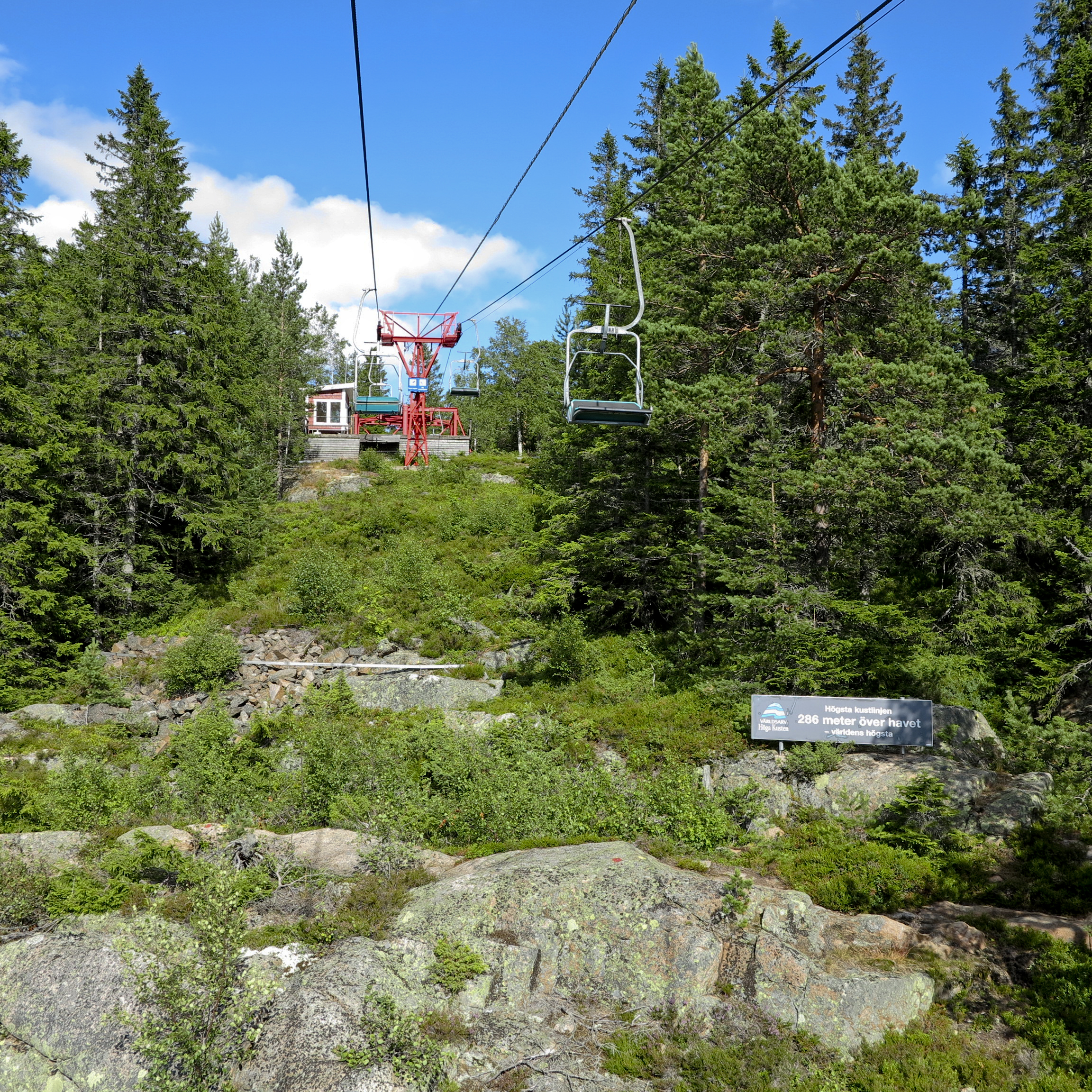
Toppen av en föregången tvåstolslift på Skuleberget, sommartid, vid världens högsta marina gräns.

Största sporten i Docksta är bordtennis. Docksta Bordtennisklubb (DBTK) bildades 1963.
Vid Skuleberget intill orten finns en alpin skidanläggning med tre liftar, vilken inte hållits i drift sedan 2019. Efter att dess gamla tvåsitsiga stollift ersatts med en ny och fyrsitsig sådan, invigd sommaren 2021, har det prioriterats enbart sommardrift på Skuleberget.
Vid bergets fot finns Naturum Höga Kusten, invigt 2007, som har en utställning om världsarvet Höga Kusten och informerar om landhöjningen och utflyktsmål i området. Bredvid Naturum ligger Via ferrata Skuleberget som är utgångspunkt för klätterleder av olika svårighetsgrader uppför det branta Skuleberget. Sommartid kör Höga kusten-båtarna dagliga turer mellan Docksta och Ulvön.

## Befolkningsutveckling
| Befolkningsutvecklingen i Docksta 1950–2020 | Befolkningsutvecklingen i Docksta 1950–2020 | Befolkningsutvecklingen i Docksta 1950–2020 | Befolkningsutvecklingen i Docksta 1950–2020 | Befolkningsutvecklingen i Docksta 1950–2020 |
| ------------------------------------------- | ------------------------------------------- | ------------------------------------------- | ------------------------------------------- | ------------------------------------------- |
|                                             |                                             |                                             |                                             |                                             |
| År                                          |                                             |                                             | Folkmängd                                   | Areal (ha)                                  |
| 1950                                        | 1950                                        |                                             | 296                                         |                                             |
| 1960                                        | 1960                                        |                                             | 401                                         |                                             |
| 1965                                        | 1965                                        |                                             | 437                                         |                                             |
| 1970                                        | 1970                                        |                                             | 494                                         |                                             |
| 1975                                        | 1975                                        |                                             | 485                                         |                                             |
| 1980                                        | 1980                                        |                                             | 541                                         |                                             |
| 1990                                        | 1990                                        |                                             | 482                                         | 79                                          |
| 1995                                        | 1995                                        |                                             | 447                                         | 79                                          |
| 2000                                        | 2000                                        |                                             | 404                                         | 79                                          |
| 2005                                        | 2005                                        |                                             | 414                                         | 80                                          |
| 2010                                        | 2010                                        |                                             | 378                                         | 80                                          |
| 2015                                        | 2015                                        |                                             | 401                                         | 113                                         |
| 2020                                        | 2020                                        |                                             | 373                                         | 102                                         |
|                                             |                                             |                                             |                                             |                                             |